# Bombus luianus
Bombus luianus (saknar svenskt namn) är en utdöd insekt i överfamiljen bin (Apoidea) och släktet humlor (Bombus).
Arten är en utdöd humla, som levde under Miocen, mellan 15,2 och 17 miljoner år före nutid. Den återfanns 1990 i Shanwangs geologiska nationalpark i häradet Linqu i provinsen Shandong i Kina. Humlan hade en kroppslängd på 12,7 mm med en största bredd på 8 mm, och framvingarna var 13,8 mm långa, bakvingarna 8,6 mm. Mellankroppen var kraftig, med svart behåring, medan bakkroppen var övervägande svart, men rödbrun på de främsta segmenten. Vingarna var bruna med mörkbruna ribbor. Huvudet var dåligt bevarat, och ett segment saknades från bakkroppen.